# 阮宇成
阮宇成（1918年2月—2007年1月22日），又名阮永淳，男，汉族，原籍浙江余姚，生于上海，中国茶学家，曾任中国农业科学院茶叶研究所研究员、博士生导师。